# Einherjar

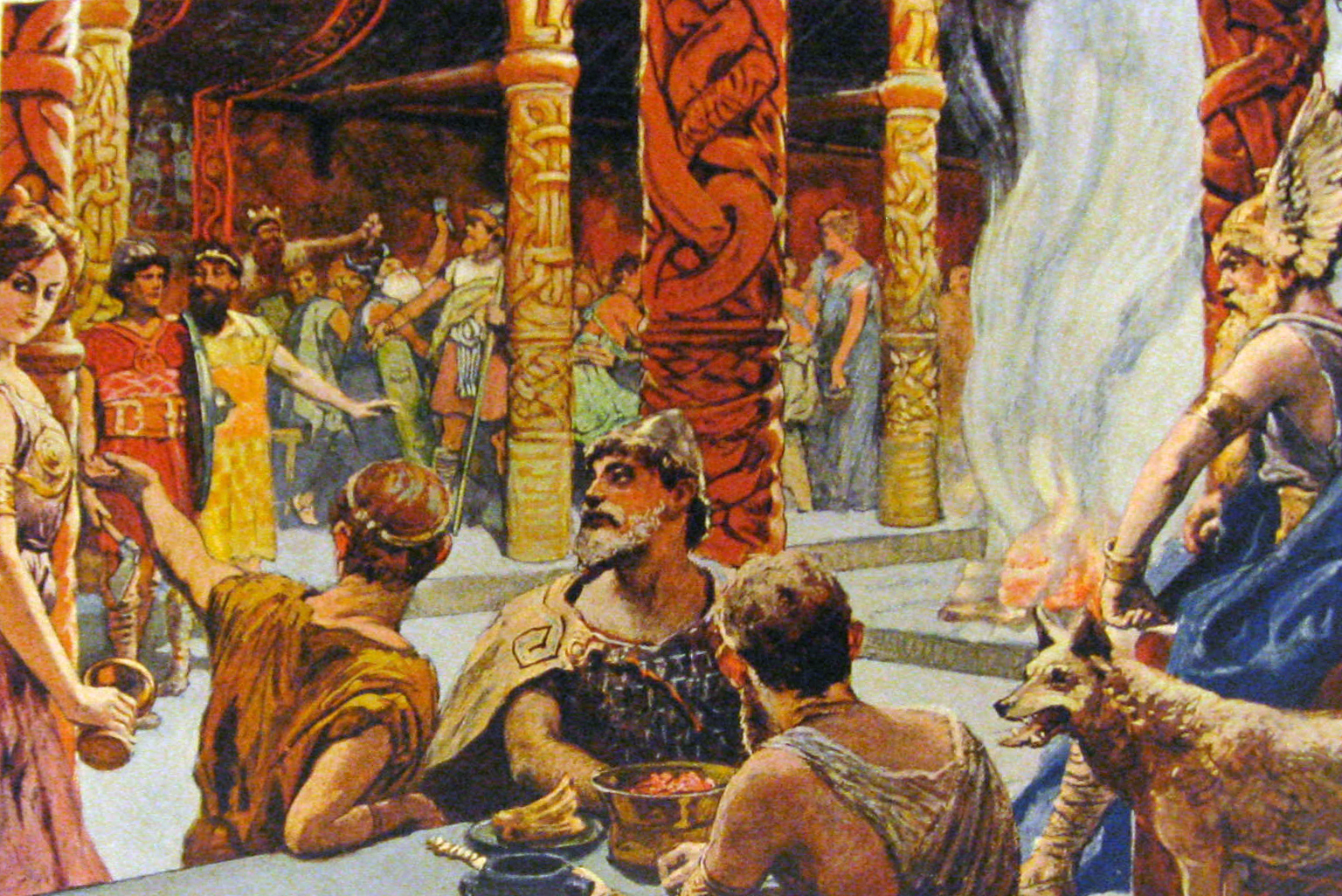
Einherjar

Trong thần thoại Bắc Âu, Einherjar có nghĩa là "chiến binh của các vị thần". Những chiến binh này nguyên là những dũng sĩ đã chết trận, được các Valkyrie đưa lên Asgard để làm lính cho các vị thần. Một nửa trong số này ở tại Valhalla (sảnh của các dũng sĩ chết trận) của thần Odin, số còn lại ở tại Folkvang (chiến trường), vùng đất của nữ thần Freya. Hàng ngày các chiến binh này luyện tập chém giết lẫn nhau, nhưng vì đã chết rồi nên có lỡ giết nhau nữa cũng không sao, đến cuối ngày đều sống lại và ăn uống vui vẻ. Họ ăn thịt hai con dê của thần Thor (2 con dê này sau khi giết thịt, không đụng tới xương và da thì ngày hôm sau hồi sinh), và uống rượu làm từ sữa con dê cái Heidrun. Họ được các Valkyrie rót rượu và uống cùng thần Odin. Ở Ragnarok, tất cả các Einherjar và Valkyrie đều sẽ chết cùng Odin khi đánh nhau với bọn khổng lồ.
Một số nhà sử học cho rằng những chiến binh hy sinh khi bảo vệ đất nước và gia đình thì sẽ được đến Folkvang, còn những người chết khi đi xâm chiếm nước khác thì đến Valhalla.

## Liên kết
- Northvegr Foundation Lưu trữ ngày 15 tháng 11 năm 2007 tại Wayback Machine Trang web giáo dục có rất nhiều tư liệu về thần thoại Bắc Âu